# Mandø
Mandø sziget Dániában, az Északi-Fríz-szigetek között, a dán Watt-tenger egyik szigete Jütland délnyugati partján. A dán Watt-tenger az Északi-tenger része. A sziget területe 7,63 négyzetkilométer lakosainak száma 62 fő. A sziget körülbelül 12 km-re délnyugatra található, az ősi Ribe városától.
Mandø dagálykor alig hozzáférhető, egy burkolt felületű, mintegy négy kilométer hosszú töltésen át közelíthető meg, amely a szigetet a szárazfölddel köti össze. Kiterjedt árapály mocsarak és madarak és más élőlények tenyésztési területeinek sokasága veszi körül a szigetet. Az elmúlt évszázadokban nagy földes töltéssel építették körül a szigetet, bár ez lényegesen kisebbítette a partvonalat, de ezzel lehetővé vált a hagyományos gazdálkodás gabona termesztés és birka legeltetés formájában. Mandø technikailag egy Hallignak számít.

## Megközelítés

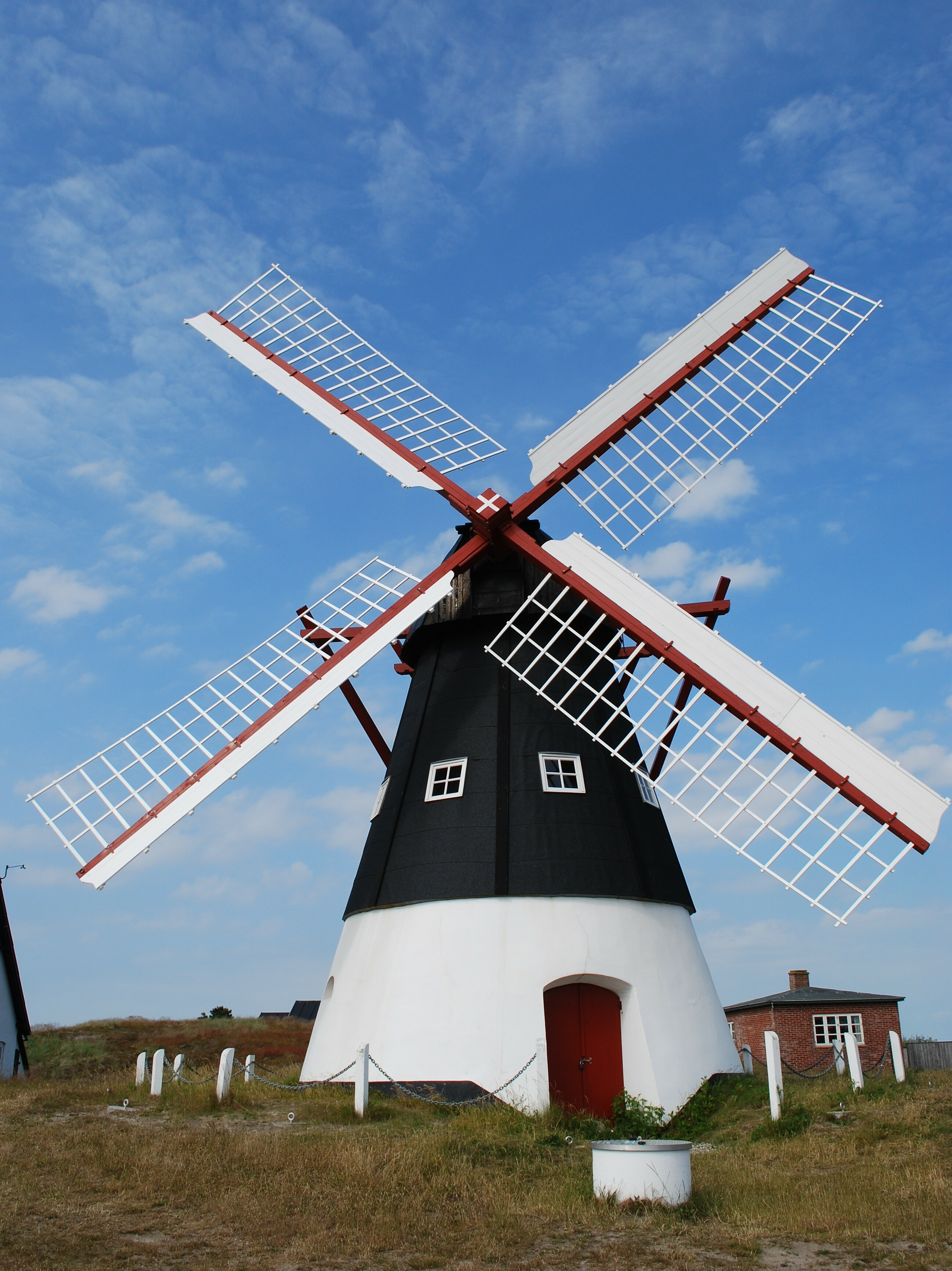
Szélmalom a szigeten

Hagyományos gépjárművel Mandø a szigeten keresztül töltésen burkolatlan úton érhető el, bár ez vihar és dagály esetén akadályozva van. A legközelebbi falu a kontinensen, amely átjáró a Mandø szigetre Vester Vedsted. Ez az egyszerű töltésen vezető út nem több, mint bőséges kaviccsal leszórt óriási árapálysíkság, amely igényli a gyakori időszakos karbantartást hozzáadott kaviccsal. Alternatívaként sok látogató érkezik a szigetre egy speciálisan kialakított traktor húzta busszal, mely jelentősen túlméretezett gumikkal van ellátva. Ez a jármű képes áthaladni néhány keményebb mudflatson is, de csak a legalacsonyabb árapály idején. Mandø félúton található a két nagyobb sziget Fanø és Rømø között, amelyek a szárazfölddel kapcsolódnak.

## Földrajza

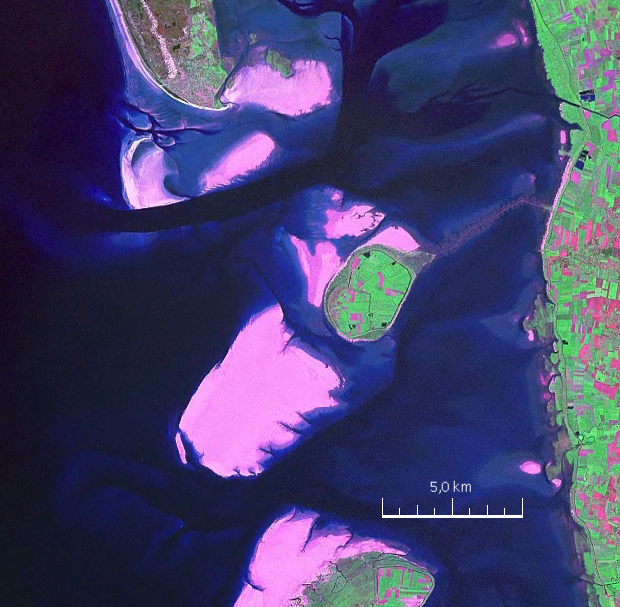
Mandø szigete űrfelvételen

Mandø földrajzilag az Északi-Fríz-szigetek egyik legészakibb szigete a délnyugati dán és északnyugati német szigetek között. A Fríz-szigetek általában a demarkációs vonal az Északi-tenger és a Watt-tenger között, amely mintegy 5000 négyzetkilométer nagyságú sekély tenger, tele kis szigetekkel.
A fő ökoszisztémák ezen a szigeten az árapály mocsár; Árapálysíkság, part menti övezet; és hegyvidéki füves területek. Tény, hogy a szigeten az Árapálysíkság földterületének jelentős része termőföld.

## Állat- és növényvilága

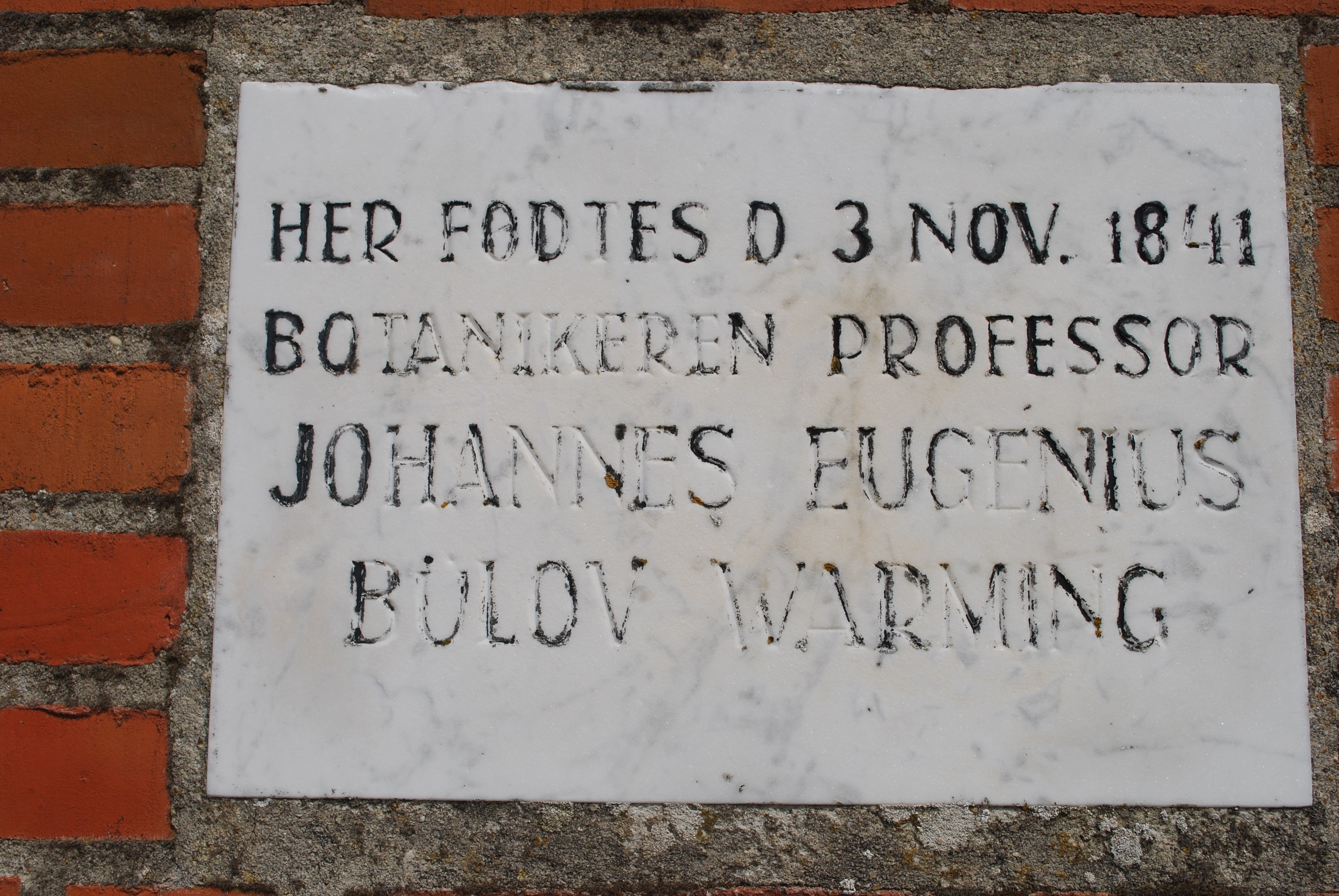
Eugen Warming emléktáblája a szigeten

Mandø sziget legismertebb kiterjedt madárvilágáról. Főbb madárvilága pl.: a csér, gázlómadarak és kacsák. Az itteni mocsaras terület a legideálisabb hely a madarak pihenéséhez és tenyésztéséhez, biztonságos és zavartalan etetéshez.
Ezenkívül különféle rovarok, tengeri élőlények és kis emlősök is élőhelyet találnak ezen a szigeten. Sokkéle fű és vadvirág is él a sziget hegyvidéki részén, továbbá a mocsári fű az árapály zónában. Emellett az itt őshonos juhok is legelésznek a szigeten, egy részük a töltés mentén.

## Története

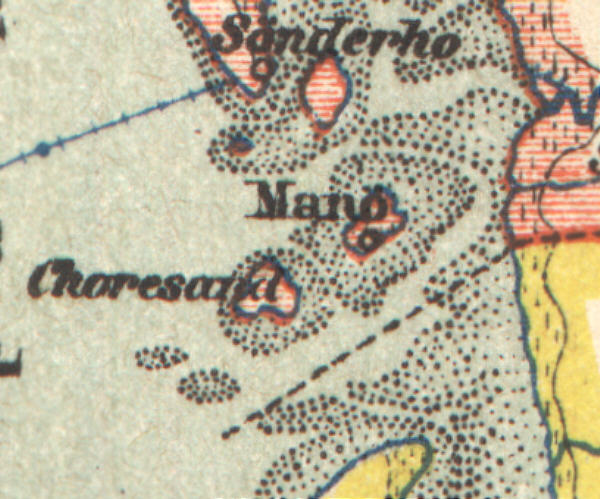
Mandø és Koresand egy 1880-as térképen

Mandøről az első írásos feljegyzés 1231-ből való. Nevének eredeti jelentése Mannæø vagy Manno vitatott, erről három különböző értelmezés is született. A településről a későbbiekben 1340-ből, majd 1727-ből valók a következő adatok, melyekben egy itteni gyülekezetről van említés.
A sziget a királyi uradalomhoz tartozott egészen 1741-ig, amikor a szigetlakók megvásárolták egy árverésen. Mandø gyéren lakott maradt, hasonlóképpen mint a szomszédos  Fanø és Rømø szigetek. A népszámlálás 1890-ben rögzítette először a sziget lakosságának számát, ekkor 262 lakosa volt, ez a szám, most c. 70. főre apadt.
A sziget több alkalommal is sújtotta vihar és árvíz. A Bydiget nevű gát (falu gát) 1887-ben épült a fő településtől keletre. A másodikat, Havnediget (kikötő gát), 1937-ben építették, ez védi a Gammel Mandø ('Old Mandø) északi részét. Mindkét gátat  árvíz érte 1981-ben.
A szigeten a mezőgazdaság és a halászat kombinációja található. A szigeten a halászat a férfiak feladata volt, míg a mezőgazdaság a nőké. A 20. században, a mezőgazdaság vált a domináns tevékenységgé. Fénykorában, a gazdaságok száma 25 volt a szigeten, 1997 pedig már csak egyetlen egyet tartottak számon.

## Itt születtek, itt éltek
- Eugen Warming (1841–1924) – Az ökológia elismert nagy alapítója itt született és élt a szigeten.

## Galéria

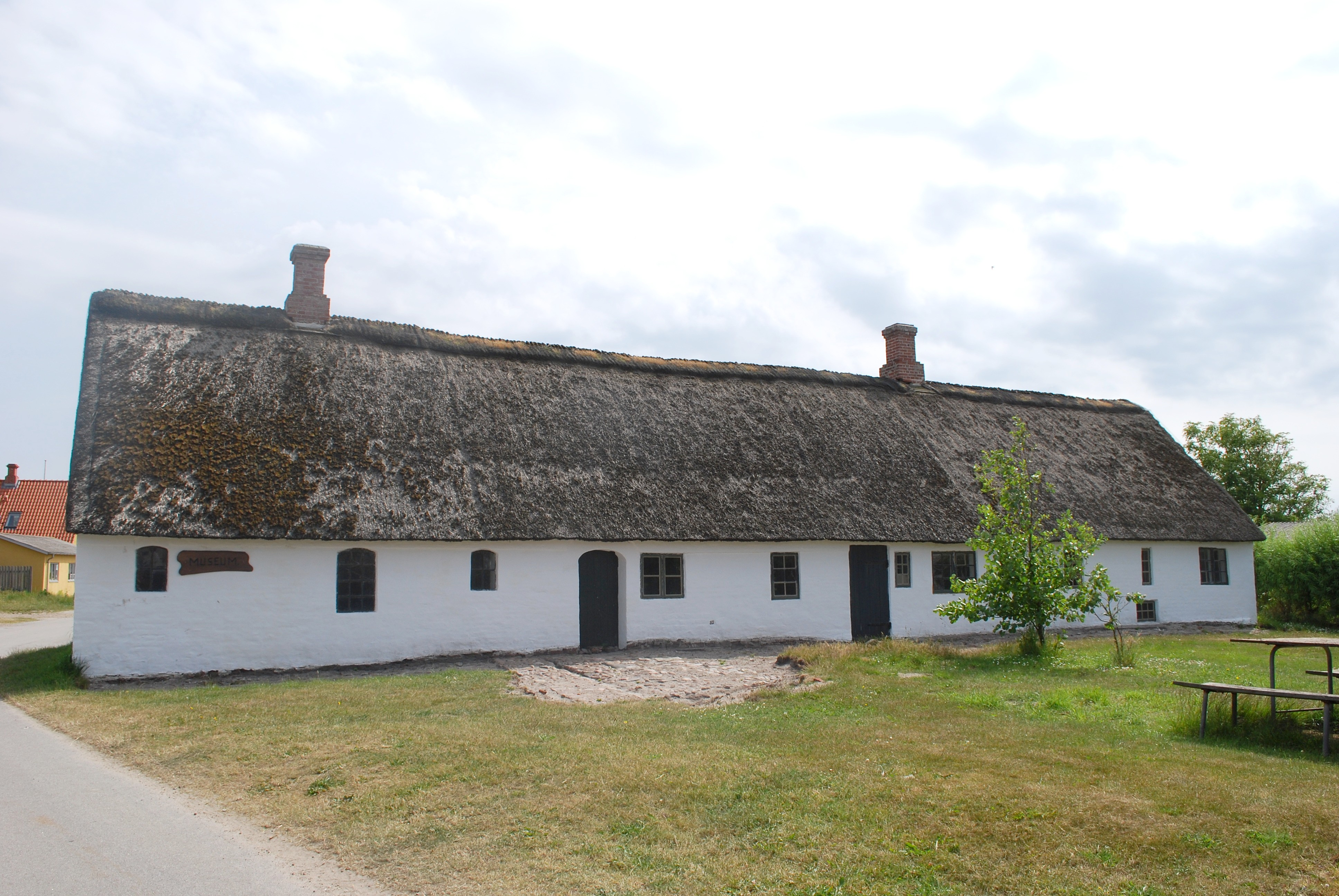
A múzeum épülete a szigeten
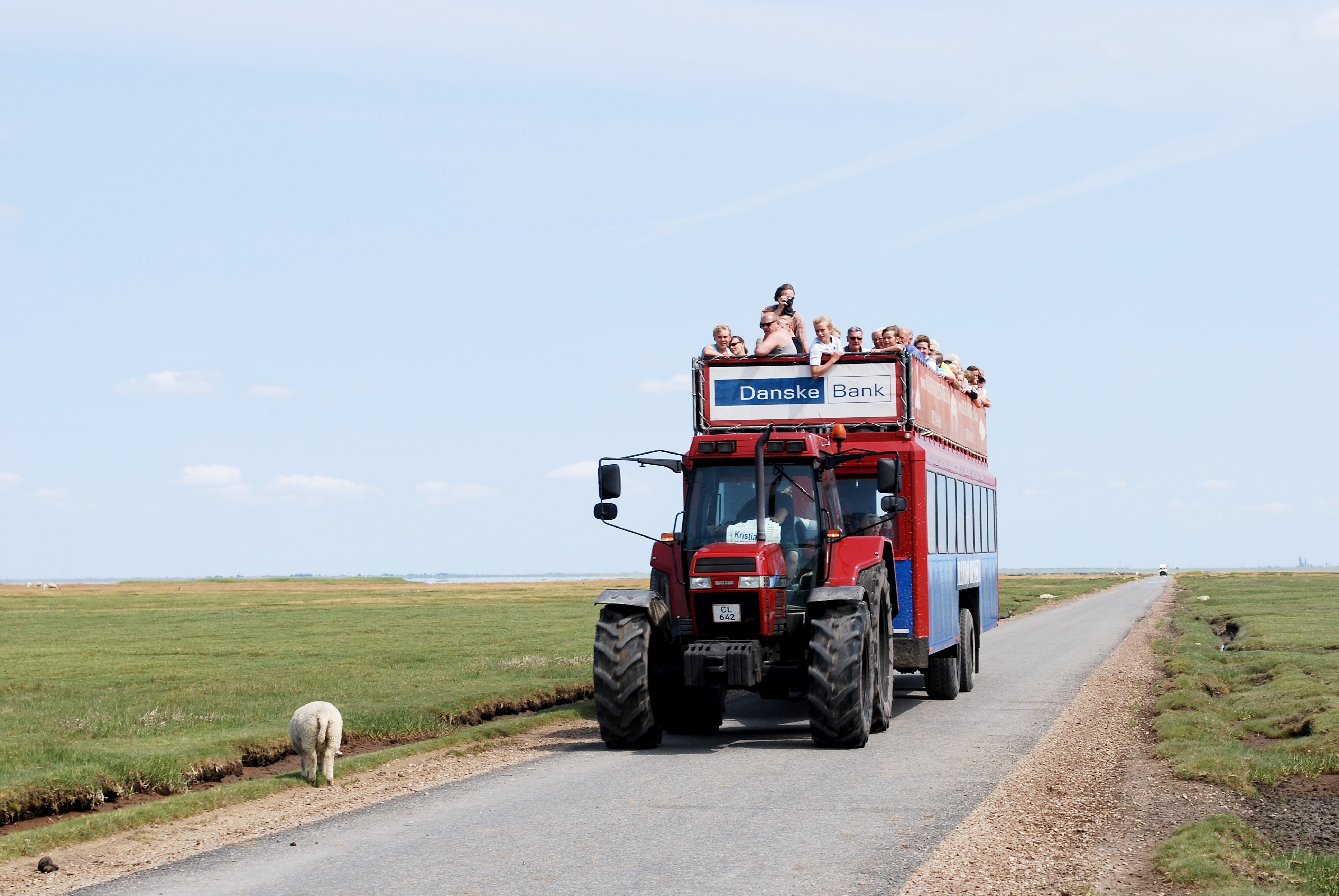
A traktor húzta kiránduló busz a szigeten
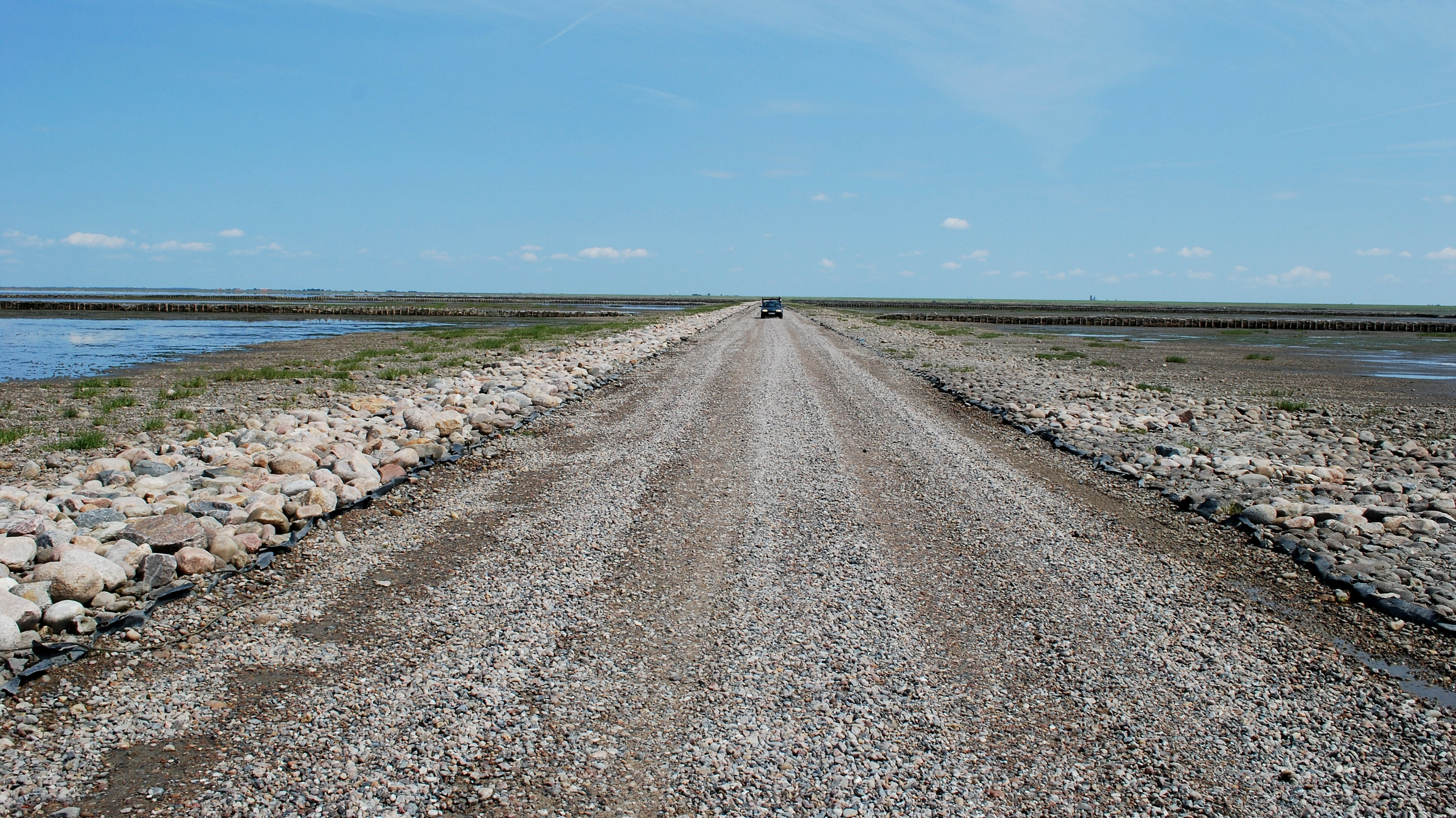
A kavicsút
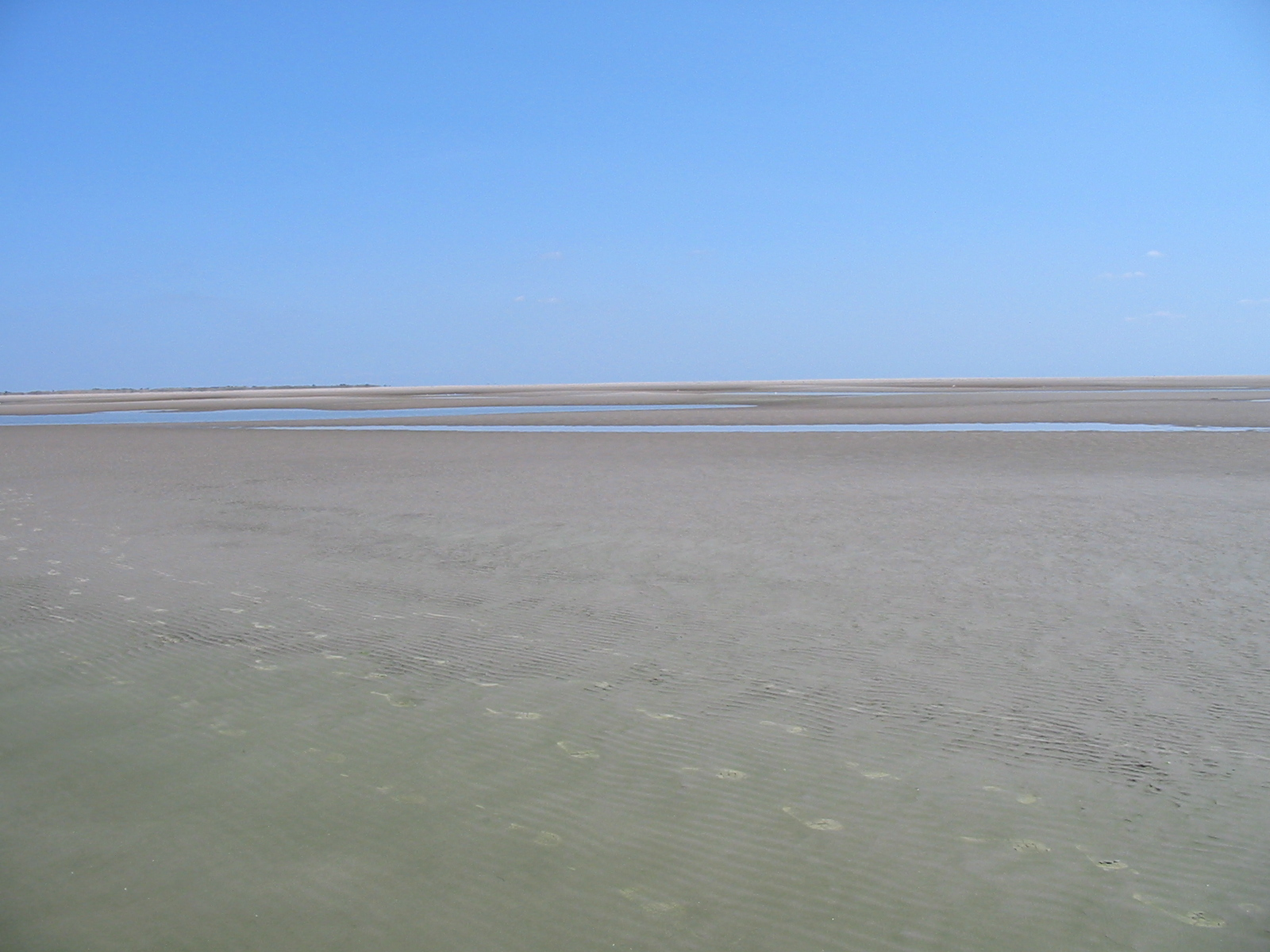
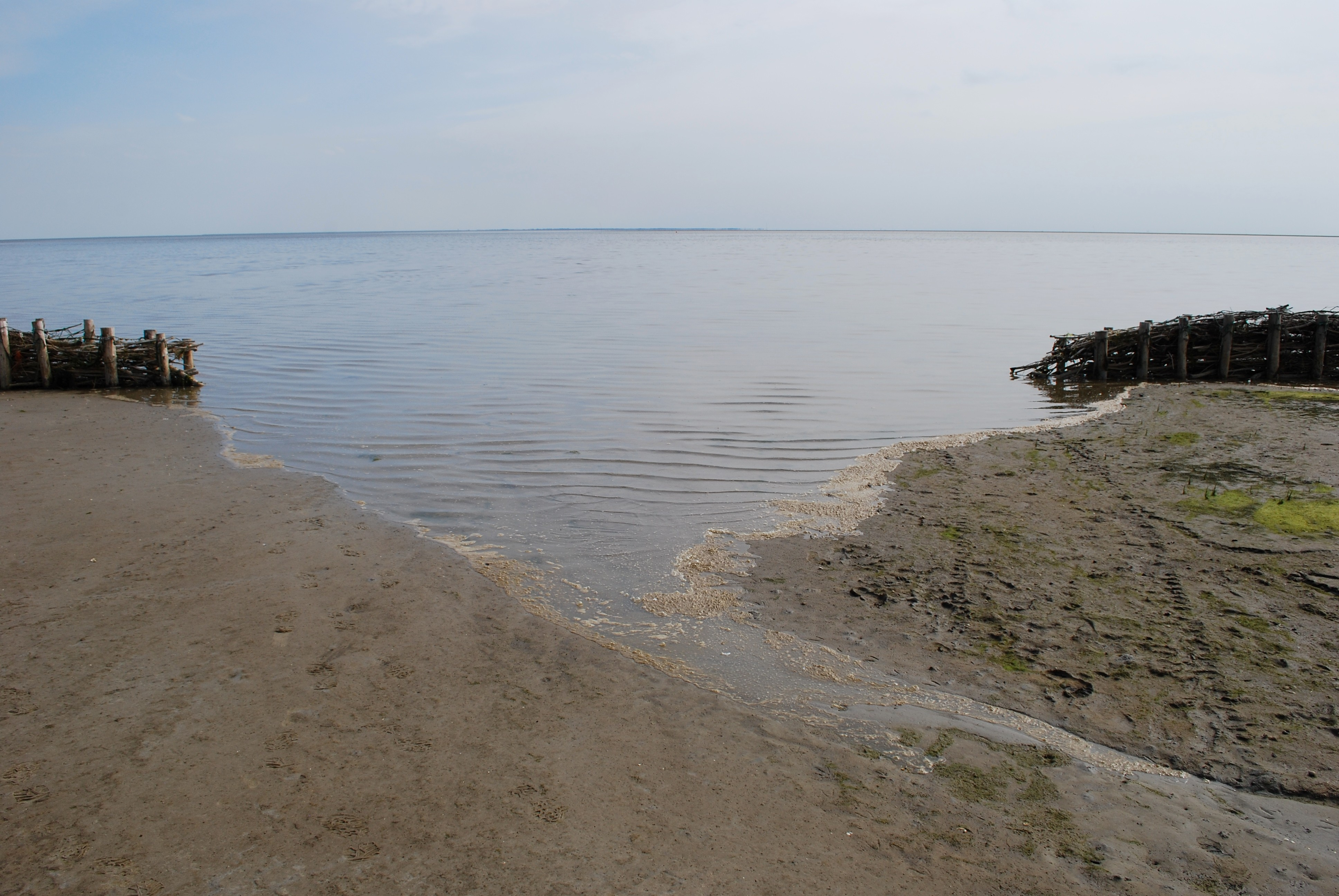
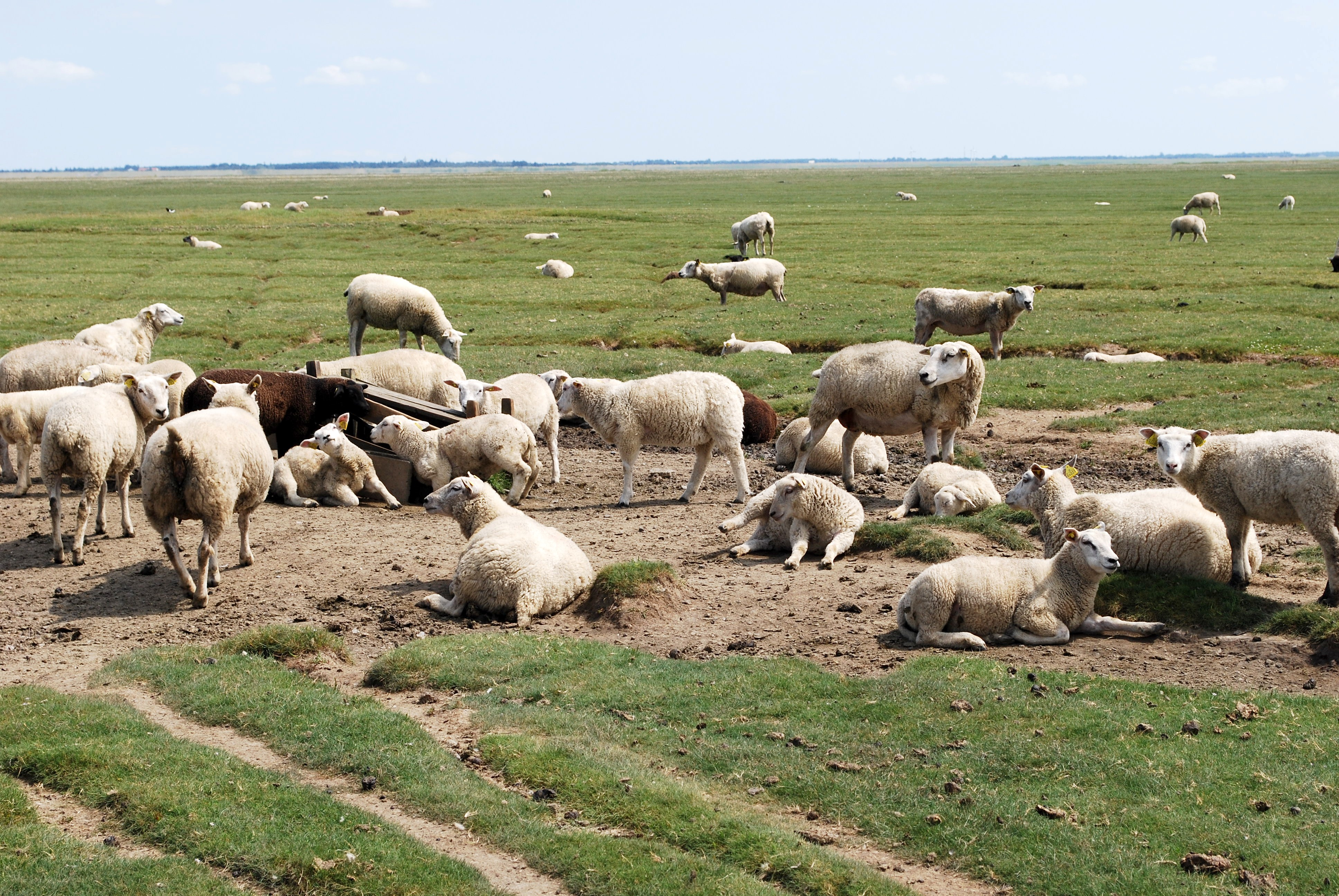
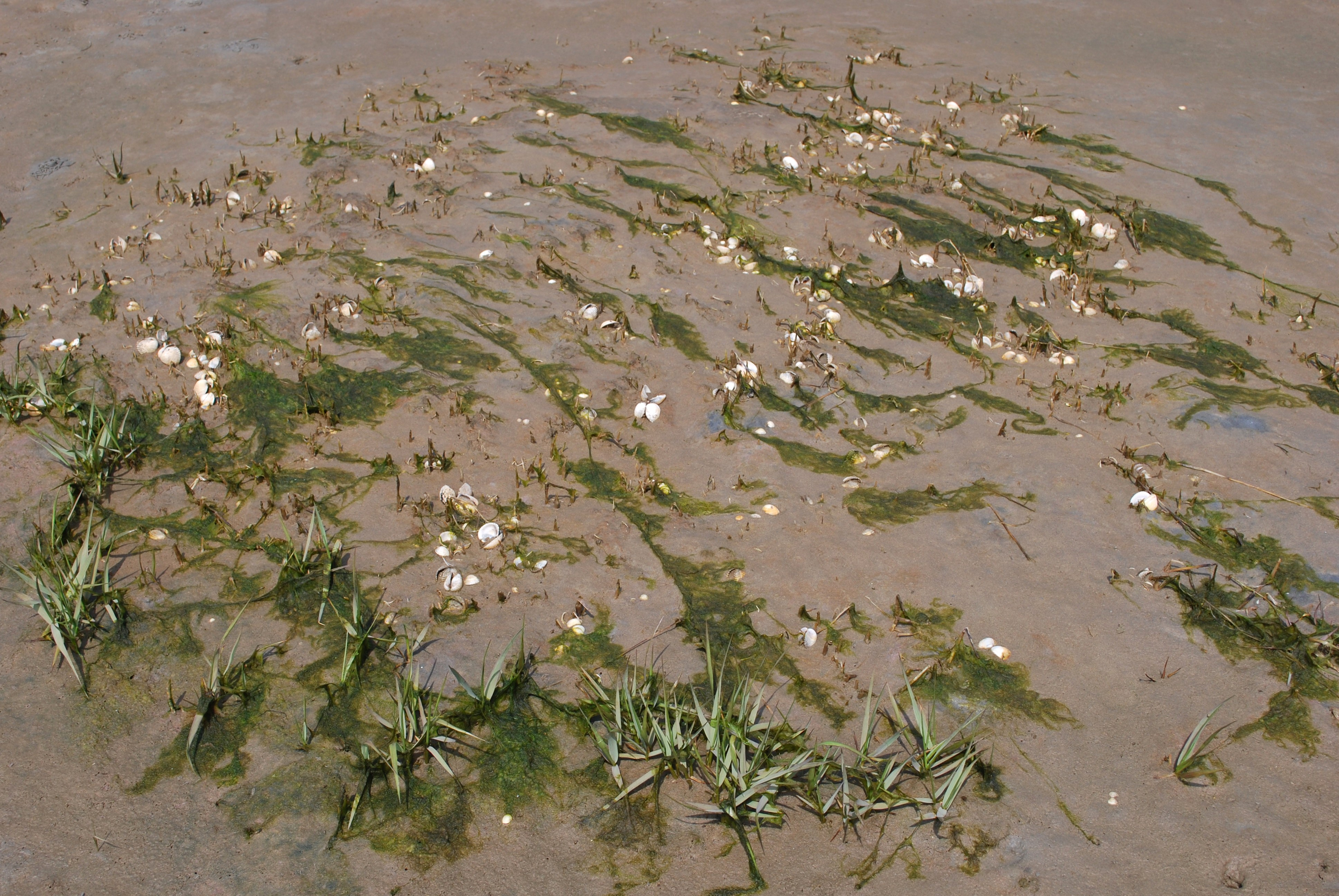
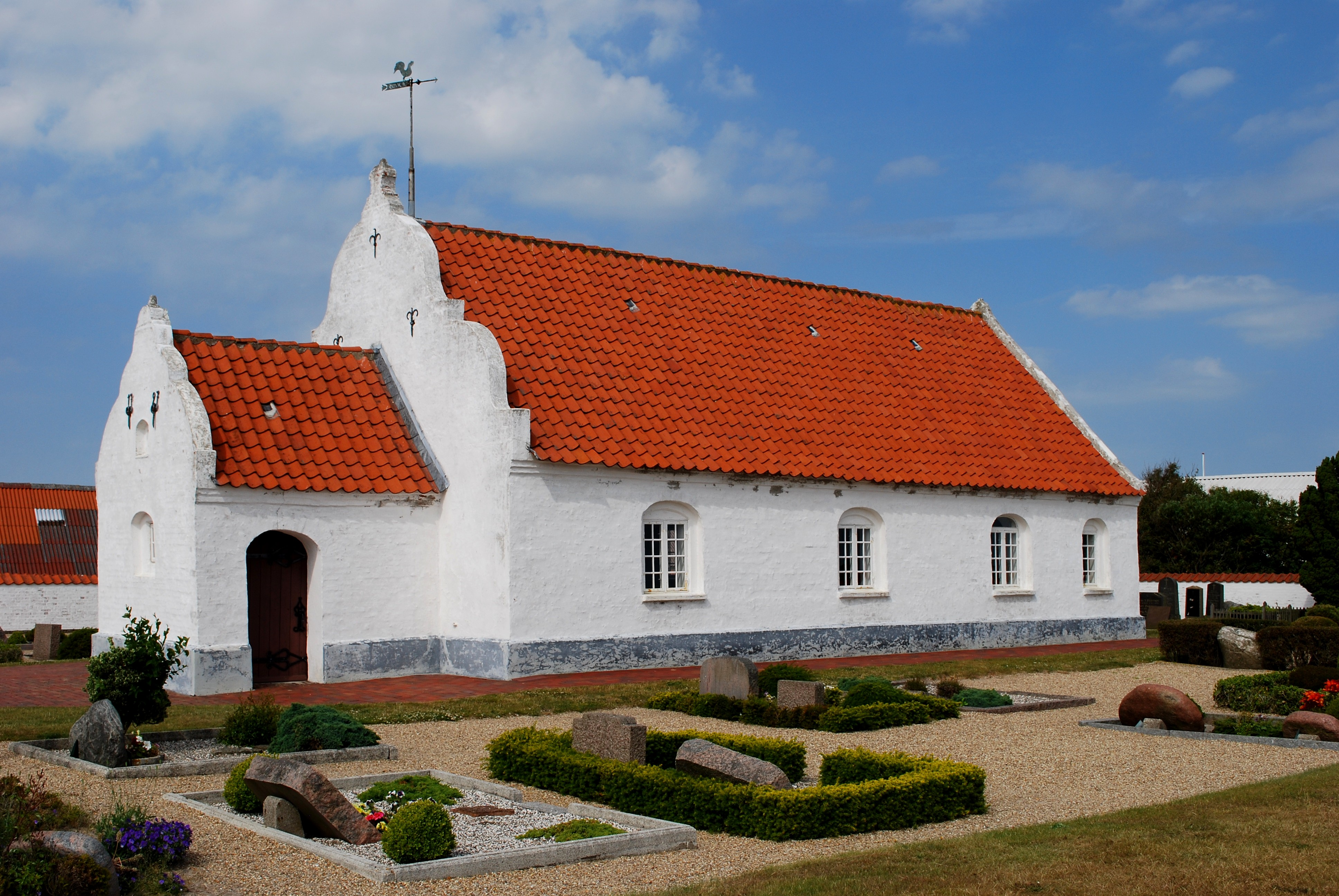
Templom
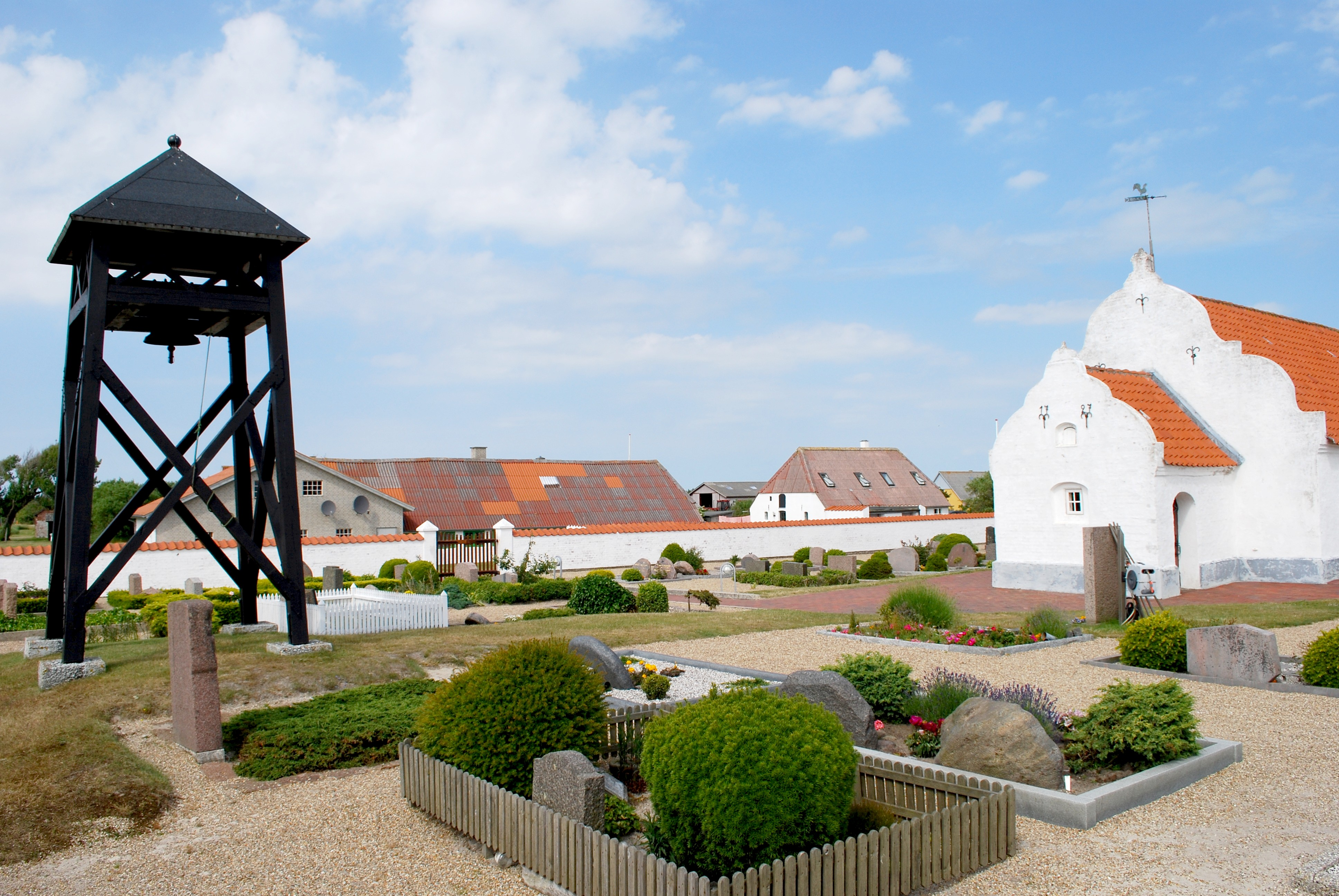
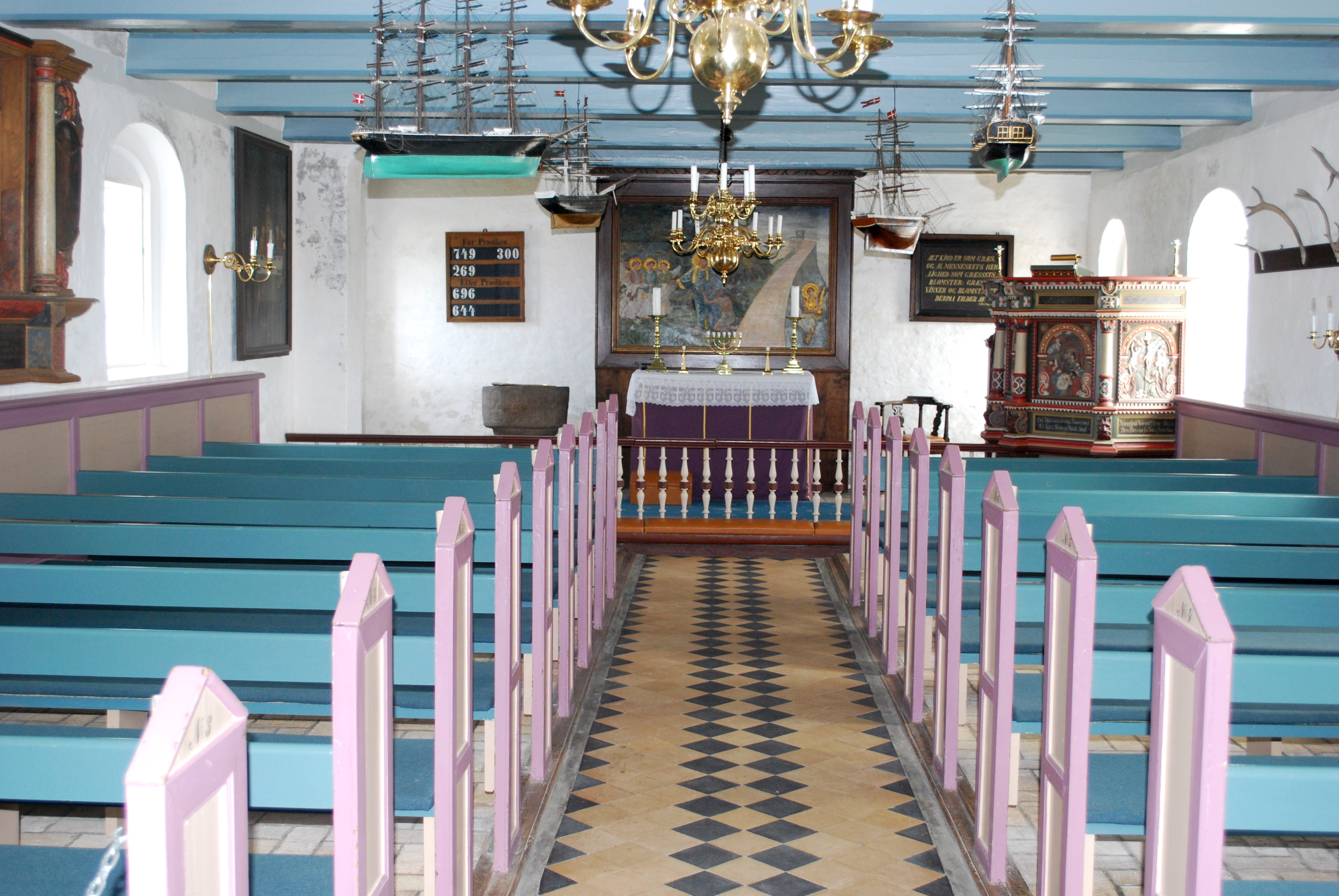